# Вале Салимбене
Ва̀ле Салимбѐне (на италиански: Valle Salimbene, на местен диалект: Val, Вал) е село и община в Северна Италия, провинция Павия, регион Ломбардия. Разположено е на 71 m надморска височина. Населението на общината е 1494 души (към 2010 г.).